# 尖沙咀六四集会
尖沙咀六四集会 (せんさじゅう ろくし しゅうかい) は、香港で毎年行われる六四事件の犠牲者を追悼する集会で、香港の本土派が主催。
2013年から2015年まで毎年6月4日の夜に、尖沙咀の香港文化中心の前で開催された。この集会に参加する多くの人々は、香港市民支援愛国民主運動連合会が主催するビクトリア・パーク六四キャンドル集会に長年不満を持っており、またその「愛国」の主張にも反発している。
2013年の集会は本土派のネット民が自主的に開催し、約1,000人が参加しました。2014年から2015年の集会は、香港本土派団体の「熱血公民」と黄毓民の「普羅政治学苑」が主催し、約7,000人が参加した。
2016年には、当時の立法会議員黄毓民、熱血時報創設者黄洋達、学者陳雲が五区六四集会を開催し、尖沙咀はそのうちの一区となり、尖沙咀六四集会に代わった。